# وزیر اعظم پرلیس
وزیر اعظم پرلیس (انگلیسی: First Minister of Perlis) (به مالایی: Menteri Besar of Perlis) رئیس دولت در ایالت پرلیس کشور مالزی است. طبق عهدنامه، مقام وزیر اعظم به رهبر حزب اکثریت یا بزرگ‌ترین حزب ائتلافی مجلس قانونگذاری ایالتی پرلیس تعلق می‌گیرد. دهمین وزیر اعظم پرلیس که اکنون بر مسند قدرت است، محمد شکری راملی می‌باشد که از روز ۲۲ نوامبر ۲۰۲۲، به‌طور رسمی این مسئولیت را در اختیار گرفت.